# Larissa Wilson
Larissa Hope Wilson (ur. 5 maja 1989 w Kingswood) – brytyjska aktorka telewizyjna i filmowa.
Uczęszcza do John Cabot Academy w Kingswood, w pobliżu Bristolu w Anglii. Najbardziej znana z roli Jal Fazer w pierwszych dwóch sezonach Kumpli. W 2008 roku pojawiła się w jednym odcinku serialu Szpital Holby City w roli Rebekki Webster. Wystąpiła również w filmie Tormented (2009) wraz ze swoją koleżanką z Kumpli April Pearson.

## Filmografia
| Filmy     | Filmy              | Filmy           | Filmy       |
| Rok       | Tytuł              | Rola            | Notka       |
| --------- | ------------------ | --------------- | ----------- |
| 2009      | Tormented          | Khalillah       |             |
| Telewizja |                    |                 |             |
| Rok       | Tytuł              | Rola            | Notka       |
| 2007–2008 | Kumple             | Jal Fazer       | Sezon 1 i 2 |
| 2008      | Szpital Holby City | Rebecca Webster | 2 odcinki   |
| 2009      | Kingdom            | Donna           | 1 odcinek   |
| 2011      | Krzyk 4            |                 |             |
| 2011      | Sparticle Mystery  | Anita           | 2 odcinki   |